# Campionat d'Europa de keirin masculí
|  | Aquest article és sobre la competició masculina. Per a la competició femenina, vegeu Campionat d'Europa de keirin femení |

El Campionat d'Europa de keirin masculí és el campionat d'Europa de Keirin organitzat anualment per la UEC. Es porten disputant des del 2010 dins els Campionats d'Europa de ciclisme en pista.

## Pòdiums dels Guanyadors
| Proves | Or                     | Plata                    | Bronze                |
| 2010   | Jason Kenny (GBR)      | Matthew Crampton (GBR)   | Adam Ptacnik (CZE)    |
| 2011   | Matthew Crampton (GBR) | Christos Volikakis (GRE) | François Pervis (FRA) |
| 2012   | Tobias Wächter (GER)   | Joachim Eilers (GER)     | Denís Dmítriev (RUS)  |
| 2013   | Maximilian Levy (GER)  | Jason Kenny (GBR)        | François Pervis (FRA) |
| 2014   | Joachim Eilers (GER)   | Matthijs Büchli (NED)    | Denís Dmítriev (RUS)  |
| 2015   | Pavel Kelemen (CZE)    | François Pervis (FRA)    | Denís Dmítriev (RUS)  |
| 2016   | Tomáš Bábek (CZE)      | Andri Vynokurov (UKR)    | Charlie Conord (FRA)  |
| 2017   | Maximilian Levy (GER)  | Shane Perkins (RUS)      | Andri Vynokurov (UKR) |